# Edith Vesperini
Edith Vesperini (* 24. März 1945 in Paris) ist eine französische Kostümbildnerin.

## Leben
Edith Vesperinis Laufbahn beim Film begann Ende der 1970er Jahre, als Costa-Gavras sie mit dem Kostümdesign seines Filmdramas Die Liebe einer Frau (1979) betraute, in dem Yves Montand und Romy Schneider die Hauptrollen spielten. 1982 folgte der Kriminalfilm Die Handlanger mit Claude Brasseur. Nach einer weiteren Zusammenarbeit mit Costa-Gavras für den Film Hanna K. (1983) war Vesperini als Kostümbildnerin an Coline Serreaus Oscar-nominierter Filmkomödie Drei Männer und ein Baby (1985) beteiligt. Für die Filmbiografie Van Gogh mit Jacques Dutronc in der Titelrolle erhielt sie 1992 eine Nominierung für den César in der Kategorie Beste Kostüme. In den 1990er Jahren kam Vesperini hauptsächlich bei Filmkomödien wie Eine Couch in New York (1996), Männer sind auch nur Frauen (1998) und Liebe auf den sexten Blick (1998) zum Einsatz.
Für die Kostüme des im 17. Jahrhundert spielenden Historienfilms Saint Cyr (2000) mit  Isabelle Huppert in der Rolle der Madame de Maintenon konnte Vesperini zusammen mit Jean-Daniel Vuillermoz den César gewinnen. Anschließend fertigte Vesperini die Kostüme für einen weiteren Historienfilm unter dem Titel Vercingétorix – Kampf gegen Rom (2001) mit Christopher Lambert in der Titelrolle und Klaus Maria Brandauer als Julius Caesar. Danach kam Costa-Gavras erneut auf sie als Kostümbildnerin zurück, als er 2002 seinen Film Der Stellvertreter drehte, in dem Ulrich Tukur in der Rolle eines SS-Offiziers die Deportation der Juden infrage stellt und sich an den Vatikan wendet. Bei dem Filmdrama Der Oberst und ich (2006) mit Cécile de France, für das Costa-Gavras das Drehbuch schrieb und das die unrühmliche Rolle Frankreichs im Algerienkrieg beleuchtet, war Vesperini ebenfalls für das Kostümbild zuständig. 
Auch beim französischen Fernsehen war Vesperini über die Jahre aktiv, so auch von 2009 bis 2016 bei der im 18. Jahrhundert angesiedelten Fernsehserie Nicolas Le Floch.

## Filmografie (Auswahl)
- 1979: Die Liebe einer Frau (Clair de femme)
- 1981: Die unmögliche Sophie (Les Malheurs de Sophie)
- 1982: Die Handlanger (Légitime violence)
- 1983: Der Spitzel (L’Indic)
- 1983: Hanna K.
- 1984: Unter Frauen (Vive les femmes!)
- 1985: Drei Männer und ein Baby (3 hommes et un couffin)
- 1986: Paulette, la pauvre petite milliardaire
- 1986: Ein Tag in Paris (Suivez mon regard)
- 1988: Versteckte Leidenschaft – Camomille (Camomille)
- 1990: Das Floß der Medusa (Le Radeau de la Méduse)
- 1991: Van Gogh
- 1992: Mit Schwert und Leidenschaft (De terre et de sang) (TV-Film)
- 1993: Die kleine Apokalypse (La Petite apocalypse)
- 1995: Das Glück liegt in der Wiese (Le Bonheur est dans le pré)
- 1996: Eine Couch in New York (Un divan à New York)
- 1997: XXL
- 1998: Männer sind auch nur Frauen (L’Homme est une femme comme les autres)
- 1998: Liebe auf den sexten Blick (Bimboland)
- 2000: Saint Cyr (Saint-Cyr)
- 2001: Vercingétorix – Kampf gegen Rom (Vercingétorix)
- 2002: Der Stellvertreter (Amen.)
- 2005: Chok Dee – Kämpfe um deinen Traum (Chok-Dee)
- 2005: Söldner der Hölle (Capitaines des ténèbres) (TV-Film)
- 2006: Der Oberst und ich (Mon colonel)
- 2008: Un barrage contre le Pacifique
- 2009: Das Schiff der Kindersklaven (Esclaves des mers) (TV-Film)
- 2009–2016: Nicolas Le Floch (TV-Serie, zwölf Folgen)
- 2011: Mystère au Moulin Rouge (TV-Film)
- 2012: L’Oncle Charles
- 2012: Meine Reise zum Dach der Welt (Alexandra David-Néel: J’irai au pays des neiges) (TV-Film)
- 2013: Angélique
- 2014: Résistance (TV-Miniserie)
- 2016: Cessez-le-feu
- 2016: The Warriors Gate
- 2017: Le Chemin
- 2019: Je ne rêve que de vous
- 2019: Das Mädchen mit den blauen Augen (Un avion sans elle) (TV-Miniserie)

## Auszeichnungen
- 1992: Nominierung für den César in der Kategorie Beste Kostüme für Van Gogh
- 2001: César in der Kategorie Beste Kostüme zusammen mit Jean-Daniel Vuillermoz für Saint Cyr